# Tim Roth
Timothy „Tim” Simon Roth (London, 1961. május 14.–) BAFTA-díjas angol színész, rendező.
Színészként a Made in Britain című tévéfilmmel debütált 1982-ben. Az áruló (1984) című filmmel kritikai sikert aratott és BAFTA-díjra jelölték. A Brit Pack nevű brit színészcsoport tagjaként további elismeréseket szerzett A szakács, a tolvaj, a feleség és a szeretője (1989), a Vincent és Theo (1990) és a Rosencrantz és Guildenstern halott (1990) című filmekben.
Az 1990-es években Quentin Tarantino Kutyaszorítóban (1992), Ponyvaregény (1994) és Négy szoba című rendezéseiben vált ismert színésszé. 2015-ben szerepelt Tarantino Aljas nyolcas című filmjében is. Az 1995-ben bemutatott Rob Roy című történelmi drámában nyújtott alakítását a legjobb férfi mellékszereplőnek járó BAFTA-díjjal honorálták, továbbá Oscar-jelölést is kapott hasonló kategóriában. Rendezőként 1999-ben jelent meg első filmje Hadszíntér címmel, mellyel szintén több filmes díjat és jelölést neki ítéltek oda.
Egyéb, fontosabb filmjei közt található A szerelem börtönében (1994), a Kis Odessza – A bűn fészke (1994), A varázsige: I love you (1996), Az utolsó belövés (1997), A hazug (1997) és Az óceánjáró zongorista legendája (1998). A 2000-es és 2010-es évek során feltűnt A majmok bolygója (2001), A legyőzhetetlen (2001), A hihetetlen Hulk (2008), a Végzetes hazugságok (2012), az Ébredés (2012), a Selma (2014) és a 600 mérföld (2016) című filmekben.
Televíziós munkái közé tartoznak a Fox Hazudj, ha tudsz!, valamint a Sky Atlantic A bosszú csillaga című sorozatának főszerepei.

## Életpályája
Timothy Simon Smith néven született Dulwich-ban, egy londoni kisvárosban, Anne (festő, tanár), valamint Ernie Smith (újságíró) gyermekeként. Édesapja, aki New Yorkban született, a második világháború után vette fel a Roth nevet, hogy elrejtse állampolgárságát. Tim Dulwichban nőtt fel, egy középosztálybeli területen, London déli részén. Brixtonban járt iskolába, ahol tökéletesítette a londoni kiejtést. A Camberwell Művészi Kollégiumban tanult, ahol sokszor kimaradt és helyette a színjátszást kereste. A szőke színész első nagy áttörése az 1982-es brit tévéfilm volt, a Made in Britain. Roth hatalmasat alakított, mint a fiatal bőrfejű Trevor. Aztán Mike Leigh rendezővel dolgozott az Időközben című 1984-es tévéfilmben, amely saját bevallása szerint az egyik kedvenc szerepe volt.[forrás?] Debütált a nagy képernyőn is, amikor Stephen Frears felkérte Az áruló (1984) című filmbe John Hurt és Terence Stamp mellé. Alakítását BAFTA-díjra jelölték, mint legígéretesebb elsőfilmes főszereplő.
Roth nagy figyelmet kapott, amikor Vincent van Goghként tűnt fel a Vincent és Theóban (1990) és a humoros Shakespeare-adaptációban, Gary Oldman-nel a Rosencrantz és Guildenstern halottban (1990). Elköltözött Los Angelesbe, hogy munkát találjon. Itt figyelt fel rá Quentin Tarantino, aki felkérte a Kutyaszorítóban című filmre. Tarantino elsőnek arra gondolt, hogy ő legyen Mr. Drapp vagy Mr. Pink, de Tim "kampányolt" Mr. Narancs szerepéért, és végül sikerült meggyőznie a rendezőt. Ezután Rothnak meg kellett „küzdenie” Johnny Depp-pel és Christian Slaterrel, hogy bekerüljön Tarantino új filmjébe, a Ponyvaregénybe (1994). Végül Roth kapta meg a szerepet, így Amanda Plummerrel, egy rablópárt alakított, akik kirabolnak egy éttermet. Roth igencsak meglepődött, amikor Tarantino már harmadjára is felkérte, ráadásul a főszerepet kellett eljátszania a Négy szoba című filmben (1995). Még ugyanebben az évben szerepelt Michael Caton-Jones filmjében, a Rob Roy (1995) című kosztümös filmben. Roth annyira zseniálisan hozta a karakterét, hogy 1996-ban jelölték a Golden Globe-ra, sőt az Oscar-díjra is, bár végül mindkettőről lemaradt. Miközben tovább játszotta az összeegyeztethetetlen szerepeket, Roth dalra fakadt Woody Allen, A varázsige: I Love You című "könnyűsúlyú" musicaljében (1996). Majd főszerepben játszott Tupac Shakur mellett a csavart vígjátékú filmben, Az utolsó belövés-ben (1997).
Roth következő filmjében egy ártatlan, hajós zongoristaként játszott, Giuseppe Tornatore filmjében, Az óceánjáró zongorista legendája című filmben (1998). Roth a Hadszíntér-rel (1999) először ült a rendezői székbe. A kritikusok által lelkesen fogadott dráma egy apáról szól, aki molesztálja gyerekeit, végül vérfertőzésért kapják el. 2001-ben Thade tábornokként volt látható A majmok bolygója-ban. Ezután Roth ismét gonosz szerepben volt látható A hihetetlen Hulk-ban (2008), ahol Edward Norton volt a címszereplő. Roth rávette magát az első jelentős amerikai televíziós szerepére, amikor leszerződött a Fox-TV produkciójú Hazudj, ha tudsz!-ba (2009). A sorozat három évig "bírta", így Roth-nak vissza kellett térnie a filmekhez: ezt az Arbitrage című filmmel kezdte, mely 2012-ben jelent meg.

### Magánélete
A színésznek van egy fia, Jack Lori Baker színésznőtől. 1993-ban vette feleségül Nikki Butlert, akitől 2 fia született: Timothy Hunter (1995) és Cormac (1996).

## Filmográfia

### Film
| Év   | Magyar cím                                    | Eredeti cím                               | Szerep                                     | Magyar hang           | Rendező                 |
| ---- | --------------------------------------------- | ----------------------------------------- | ------------------------------------------ | --------------------- | ----------------------- |
| 1984 | Az áruló                                      | The Hit                                   | Myron                                      | Stohl András          | Stephen Frears          |
| 1985 |                                               | Return to Waterloo                        | punk                                       |                       | Ray Davies              |
| 1988 | Elválasztott világ                            | A World Apart                             | Harold                                     | Czvetkó Sándor        | Chris Menges            |
| 1988 | Megölni egy papot                             | To Kill a Priest                          | Feliks                                     |                       | Agnieszka Holland       |
| 1988 |                                               | Twice Upon a Time                         | ismeretlen szerep                          |                       | Nathaniel Gutman        |
| 1989 | A szakács, a tolvaj, a feleség és a szeretője | The Cook, the Thief, His Wife & Her Lover | Mitchel                                    |                       | Peter Greenaway         |
| 1990 | Vincent és Theo                               | Vincent & Theo                            | Vincent van Gogh                           | Reviczky Gábor        | Robert Altman           |
| 1990 |                                               | Farendj                                   | Anton                                      |                       | Sabine Prenczina        |
| 1990 | Rosencrantz és Guildenstern halott            | Rosencrantz & Guildenstern Are Dead       | Guildenstern                               | Kaszás Attila         | Tom Stoppard            |
| 1991 | Temetői járat                                 | Jumpin' at the Boneyard                   | Manny                                      |                       | Jeff Stanzler (1.)      |
| 1992 |                                               | Backsliding                               | Tom Whitton                                |                       | Simon Target            |
| 1992 | Kutyaszorítóban                               | Reservoir Dogs                            | Freddy Newendyke (Mr. Narancs)             | Epres Attila          | Quentin Tarantino (1.)  |
| 1992 | Kutyaszorítóban                               | Reservoir Dogs                            | Freddy Newendyke (Mr. Narancs)             | Mácsai Pál            | Quentin Tarantino (1.)  |
| 1993 | Vegyes-páros                                  | Bodies, Rest & Motion                     | Nick                                       |                       | Michael Steinberg       |
| 1993 |                                               | El Marido perfecto                        | Milan                                      |                       | Beda Docampo Feijóo     |
| 1994 | A szerelem börtönében                         | Captives                                  | Philip Chaney                              | Kőszegi Ákos          | Angela Pope             |
| 1994 | Kis Odessza – A bűn fészke                    | Little Odessa                             | Joshua Shapira                             |                       | James Gray              |
| 1994 | Ponyvaregény                                  | Pulp Fiction                              | Tökfej (Ringo)                             | Mácsai Pál            | Quentin Tarantino (2.)  |
| 1995 | Rob Roy                                       | Rob Roy                                   | Archibald Cunningham                       | Kassai Károly         | Michael Caton-Jones     |
| 1995 | Négy szoba                                    | Four Rooms                                | Ted                                        | Kerekes József        | Allison Anders          |
| 1995 | Négy szoba                                    | Four Rooms                                | Ted                                        | Kerekes József        | Alexandre Rockwell (1.) |
| 1995 | Négy szoba                                    | Four Rooms                                | Ted                                        | Kerekes József        | Robert Rodríguez        |
| 1995 | Négy szoba                                    | Four Rooms                                | Ted                                        | Kerekes József        | Quentin Tarantino (3.)  |
| 1996 | Nincs út haza                                 | No Way Home                               | Joey                                       | Stern Dániel          | Buddy Giovinazzo        |
| 1996 | Nincs út haza                                 | No Way Home                               | Joey                                       | Epres Attila          | Buddy Giovinazzo        |
| 1996 | A varázsige: I love you                       | Everyone Says I Love You                  | Charles Ferry                              | Barabás Kiss Zoltán   | Woody Allen             |
| 1996 |                                               | Mocking the Cosmos (rövidfilm)            | Myrodemnon / Myron                         |                       | Jeff Stanzler (2.)      |
| 1997 | Az utolsó belövés                             | Gridlock'd                                | Alexander "Stretch" Rawland                | Haás Vander Péter     | Vondie Curtis-Hall      |
| 1997 | Gengszter                                     | Hoodlum                                   | Dutch Schultz                              | Kálloy Molnár Péter   | Bill Duke               |
| 1997 | Gengszter                                     | Hoodlum                                   | Dutch Schultz                              | Tarján Péter          | Bill Duke               |
| 1997 | A hazug                                       | Deceiver                                  | James Walter Wayland                       |                       | Jonas és Jon Pate       |
| 1997 |                                               | Animals with the Tollkeeper               | Henry                                      |                       | Michael Di Jiacomo      |
| 1998 | Az óceánjáró zongorista legendája             | Legend of 1900                            | Danny Boodman TD Lemon 1900                | Mácsai Pál            | Giuseppe Tornatore      |
| 1999 | Hadszíntér                                    | The War Zone                              | nem szerepel                               |                       | Tim Roth                |
| 2000 | A millió dolláros hotel                       | The Million Dollar Hotel                  | Izzy Goldkiss                              | Zágoni Zsolt          | Wim Wenders (1.)        |
| 2000 | Vatel                                         | Vatel                                     | Lauzun márki                               | Lippai László         | Roland Joffé            |
| 2000 | Telitalálat                                   | Lucky Numbers                             | Gig                                        | Mácsai Pál            | Nora Ephron             |
| 2000 | Telitalálat                                   | Lucky Numbers                             | Gig                                        | Kárpáti Levente       | Nora Ephron             |
| 2001 | A majmok bolygója                             | Planet of the Apes                        | Thade                                      | Rajhona Ádám          | Tim Burton              |
| 2001 | A legyőzhetetlen                              | Invincible                                | Hersche Steinschneider / Erik Jan Hanussen | Kőszegi Ákos          | Werner Herzog           |
| 2001 | A muskétás                                    | The Musketeer                             | Febre                                      | Epres Attila          | Peter Hyams             |
| 2002 | Célkeresztben                                 | Emmett's Mark                             | John Harrett / Frank Dwyer                 | Bede-Fazekas Szabolcs | Keith Snyder            |
| 2003 |                                               | Whatever We Do (rövidfilm)                | Joe                                        |                       | Kevin Connolly          |
| 2003 | A királyt megölni...                          | To Kill a King                            | Oliver Cromwell                            | Schnell Ádám          | Mike Barker             |
| 2004 | Bátrak harca – Az új Franciaország            | Nouvelle-France                           | William Pitt                               | Karsai István         | Jean Beaudin            |
| 2004 | Gyönyörű ország                               | The Beautiful Country                     | Oh kapitány                                |                       | Hans Petter Moland      |
| 2004 |                                               | With It (rövidfilm)                       | "Chicken Louis" Farnatelli                 |                       | Hunter Carson           |
| 2004 | Kormányzóválasztás                            | Silver City                               | Mitch Paine                                |                       | John Sayles             |
| 2005 | Kívül tágasabb                                | Don't Come Knocking                       | Sutter                                     | Rékasi Károly         | Wim Wenders (2.)        |
| 2005 | Fekete víz                                    | Dark Water                                | Jeff Platzer                               | Kaszás Attila         | Walter Salles           |
| 2007 | A szerencse foglyai                           | Even Money                                | Victor                                     | Cseke Péter           | Mark Rydell             |
| 2007 | Csalóka ifjúság (Koravén ifjúság)             | Youth Without Youth                       | Dominic                                    |                       | Francis Ford Coppola    |
| 2007 | Szűzlányok ajándéka                           | Virgin Territory                          | Gerbino                                    | Jakab Csaba           | David Leland            |
| 2008 |                                               | Funny Games                               | George                                     |                       | Michael Haneke          |
| 2008 | A hihetetlen Hulk                             | The Incredible Hulk                       | Emil Blonsky / Förtelem                    | Forgács Péter         | Louis Leterrier         |
| 2009 |                                               | King Conqueror                            | II. Péter aragóniai király                 |                       | José Antonio Escrivá    |
| 2010 |                                               | Pete Smalls Is Dead                       | Pete Smalls                                |                       | Alexandre Rockwell (2.) |
| 2012 | Végzetes hazugságok                           | Arbitrage                                 | Michael Bryer nyomozó                      | Epres Attila          | Nicholas Jarecki        |
| 2012 | Ébredés                                       | Broken                                    | Archie                                     |                       | Rufus Norris            |
| 2012 |                                               | Möbius                                    | Rostovski                                  |                       | Éric Rochant            |
| 2013 | Piszkos melók                                 | The Liability                             | Roy                                        | Kőszegi Ákos          | Craig Viveiros          |
| 2014 | Grace – Monaco csillaga                       | Grace of Monaco                           | III. Rainier monacói herceg                | Epres Attila          | Olivier Dahan           |
| 2014 | A közös szenvedély                            | United Passions                           | Joseph Blatter                             | Epres Attila          | Frédéric Auburtin       |
| 2014 | Selma                                         | Selma                                     | George Wallace                             |                       | Ava DuVernay            |
| 2014 |                                               | October Gale                              | Tom                                        |                       | Ruba Nadda              |
| 2015 | 600 mérföld                                   | 600 Miles                                 | Hank Harris                                |                       | Gabriel Ripstein        |
| 2015 |                                               | Chronic                                   | David                                      |                       | Michel Franco (1.)      |
| 2015 | Hardcore Henry                                | Hardcore Henry                            | Henry apja                                 | Epres Attila          | Ilya Naishuller         |
| 2015 | Gyilkos páros                                 | Mr. Right                                 | Hopper                                     | Tokaji Csaba          | Paco Cabezas            |
| 2015 | Aljas nyolcas                                 | The Hateful Eight                         | Oswaldo Mobray / English Pete Hicox        | Csankó Zoltán         | Quentin Tarantino (4.)  |
| 2017 |                                               | 1 Mile to You                             | Jared edző                                 |                       | Leif Tilden             |
| 2018 | Gyémánthajsza                                 | The Con Is On                             | Peter Fox                                  | Galbenisz Tomasz      | James Oakley            |
| 2018 | Az Atya                                       | The Padre                                 | Atya                                       | Epres Attila          | Jonathan Sobol          |
| 2019 |                                               | Luce                                      | Peter Edgar                                |                       | Julius Onah             |
| 2019 | Volt egyszer egy Hollywood (törölt jelenet)   | Once Upon a Time in Hollywood             | Amos Russell                               |                       | Quentin Tarantino (5.)  |
| 2019 | A nevek dala                                  | The Song of Names                         | Martin Simmonds                            | Epres Attila          | François Girard         |
| 2019 |                                               | QT8: The First Eight (dokumentumfilm)     | önmaga                                     |                       | Tara Wood               |
| 2021 | Bergman szigete                               | Bergman Island                            | Tony                                       | Csankó Zoltán         | Mia Hansen-Løve         |
| 2021 | Tolvajok társasága                            | The Misfits                               | Schultz                                    | Epres Attila          | Renny Harlin            |
| 2021 | Shang-Chi és a tíz gyűrű legendája            | Shang-Chi and the Legend of the Ten Rings | Emil Blonsky / Förtelem                    | nem szólal meg        | Destin Daniel Cretton   |
| 2021 |                                               | Sundown                                   | Neil                                       |                       | Michel Franco (2.)      |
| 2022 |                                               | Resurrection                              | David                                      |                       | Andrew Semans           |
| 2022 |                                               | There Are No Saints                       | Carl Abrahams                              |                       | Alfonso Pineda Ulloa    |
| 2022 | Pofonok                                       | Punch                                     | Stan                                       |                       | Welby Ings              |
| 2024 |                                               | Poison                                    | Lucas                                      |                       | Désirée Nosbusch        |
| 2024 | Bizalmas ügy                                  | Classified                                | Kevin Angler                               | Epres Attila          | Roel Reiné              |

### Televízió
| Év        | Magyar cím                           | Eredeti cím               | Szerep                           | Megjegyzések                                   |
| --------- | ------------------------------------ | ------------------------- | -------------------------------- | ---------------------------------------------- |
| 1982      |                                      | Made in Britain           | Trevor                           | tévéfilm                                       |
| 1983      | Időközben                            | Meantime                  | Colin Pollock                    | tévéfilm                                       |
| 1983      |                                      | Not Necessarily the News  | meleg férfi                      | 1 epizód                                       |
| 1985      | Agatha Christie: Tükrökkel csinálják | Murder with Mirrors       | Edgar Lawson                     | - tévéfilm - magyar hangja: - Minárovits Péter |
| 1986      |                                      | King of the Ghetto        | Matthew Long                     | 4 epizód                                       |
| 1989      |                                      | Theatre Night             | Gregor Samsa / Curly Delafield   | 2 epizód                                       |
| 1991      | Mesék a kriptából                    | Tales from the Crypt      | Jack Craig                       | 1 epizód                                       |
| 1993      |                                      | Murder in the Heartland   | Charles Starkweather             | 2 epizód                                       |
| 1993      | A sötétség mélyén                    | Heart of Darkness         | Charles Marlow                   | - tévéfilm - magyar hangja: - Schnell Ádám     |
| 2006      | A cunami után                        | Tsunami: The Aftermath    | Nick Fraser                      | - minisorozat - magyar hangja: - Epres Attila  |
| 2009      |                                      | Skellig                   | Skellig                          | tévéfilm                                       |
| 2009–2011 | Hazudj, ha tudsz!                    | Lie to Me                 | Dr. Cal Lightman                 | főszereplő (48 epizód)                         |
| 2010      | Tengeri farkas                       | Sea Wolf                  | Death Larsen                     | minisorozat (2 epizód)                         |
| 2014      |                                      | Klondike                  | A Gróf                           | minisorozat (6 epizód)                         |
| 2014      | Robotcsirke                          | Robot Chicken             | Doctor / Frank / rendőr (hangja) | 1 epizód                                       |
| 2016      |                                      | Reg                       | Reg Keys                         | tévéfilm                                       |
| 2016      |                                      | Rillington Place          | John Christie                    | minisorozat (3 epizód)                         |
| 2017      | Twin Peaks                           | Twin Peaks                | Gary "Hutch" Hutchens            | 5 epizód                                       |
| 2017–2020 | A bosszú csillaga                    | Tin Star                  | Jim Worth / Jack Devlin          | főszereplő (25 epizód)                         |
| 2022      | Amazon: Ügyvéd                       | She-Hulk: Attorney at Law | Emil Blonsky / Förtelem          | - minisorozat - magyar hangja: - Epres Attila  |

## Fontosabb díjak és jelölések
| Év   | Kategória | Díj                                  | Film       |
|      |           | Oscar-díj                            |            |
| ---- | --------- | ------------------------------------ | ---------- |
| 1996 | jelölés:  | legjobb férfi mellékszereplő         | Rob Roy    |
|      |           | BAFTA-díj                            |            |
| 1996 | díj:      | legjobb férfi mellékszereplő         | Rob Roy    |
| 1985 | jelölés:  | legígéretesebb elsőfilmes főszereplő | Az áruló   |
|      |           | Berlini Nemzetközi Filmfesztivál     |            |
| 1999 | díj:      | Panoráma-díj                         | Hadszíntér |
|      |           | Európai Filmdíj                      |            |
| 1999 | díj:      | Az év felfedezettje                  | Hadszíntér |
|      |           | Golden Globe-díj                     |            |
| 1996 | jelölés:  | legjobb férfi mellékszereplő         | Rob Roy    |